# Х-20
 Х-20 (по кодификации МО США и НАТО — AS-3 Kangaroo (Кенгуру)) — советская сверхзвуковая крылатая ракета большой дальности воздушного базирования ракетного комплекса К-20 («Комета-20»). Оснащалась ядерной боевой частью.
Предназначалась для поражения наземных или надводных площадных целей. Носитель — стратегический ракетоносец Ту-95К, Ту-95КД.

## История создания
Создание авиационной системы ракетного оружия «К-20» на базе стратегического бомбардировщика Ту-95 со сверхзвуковой крылатой ракетой большой дальности Х-20 было начато в соответствии с Постановлением Совмина СССР от 11 марта 1954 года. Главной задачей, стоявшей перед разработчиками, было создание стратегического носителя, способного поражать цели на территории США, не входя в зону действия их ПВО.
Самолёт-снаряд разрабатывался в ОКБ-155 А. И. Микояна, главный конструктор — М. И. Гуревич. Система наведения разработана КБ-1 Минвооружений под руководством В. М. Шабанова. Головным предприятием (интеграция с носителем на базе Ту-95) было назначено туполевское ОКБ-156. Термоядерная БЧ создавалась в КБ-11 Министерства среднего машиностроения.
Для отработки систем использовались пилотируемые самолёты-аналоги СМ-20 на базе МиГ-19. В 1957—1958 годах проходили лётные испытания Х-20. В 1958 году ракету и самолёт Ту-95К продемонстрировали Н. С. Хрущёву. Совместные государственные испытания проводились в 1958—1959 годах, по результатам которых ракета была доработана, преимущественно по двигателю. Ракета получила индекс Х-20М.
Серийные ракеты выпускались заводом № 256 в Дубне, затем заводом № 86 в Таганроге.

## Конструкция
Ракета Х-20 представляла собой классический беспилотный самолёт-снаряд со стреловидным крылом и оперением. При создании изделия широко использовались конструктивные решения МиГ-19 и опытного перехватчика И-7У. Двигатель — короткоресурсный АЛ-7ФК (тяга на форсаже 9200 кгс), установленный в фюзеляже, с лобовым автоматически регулируемым воздухозаборником с подвижным конусом.
Крыло с элеронами площадью 25,14 м²., имело стреловидность 55°. Цельноповоротный стабилизатор, киль с рулём направления и небольшой подкилевой гребень. Киль и крыло — съёмные.
Носовую часть, сразу после входного устройства воздухозаборника, занимает топливный бак № 1 на 1390 килограмм топлива. В следующем отсеке устанавливается специальная БЧ «изделие 37Д». В центральной части фюзеляжа находился мягкий топливный бак № 2 на 2100 кг и баки № 3 и № 4 — всего 5090 кг авиакеросина ТС или Т-1. Возле бака № 3 располагался бак пускового топлива (бензин Б-70) и маслобак двигателя. В хвостовом отсеке над и под двигателем находились блоки электрооборудования, блоки автопилота, аппаратура радиоуправления, энергоузел, контрольный разъём.

## Модификации

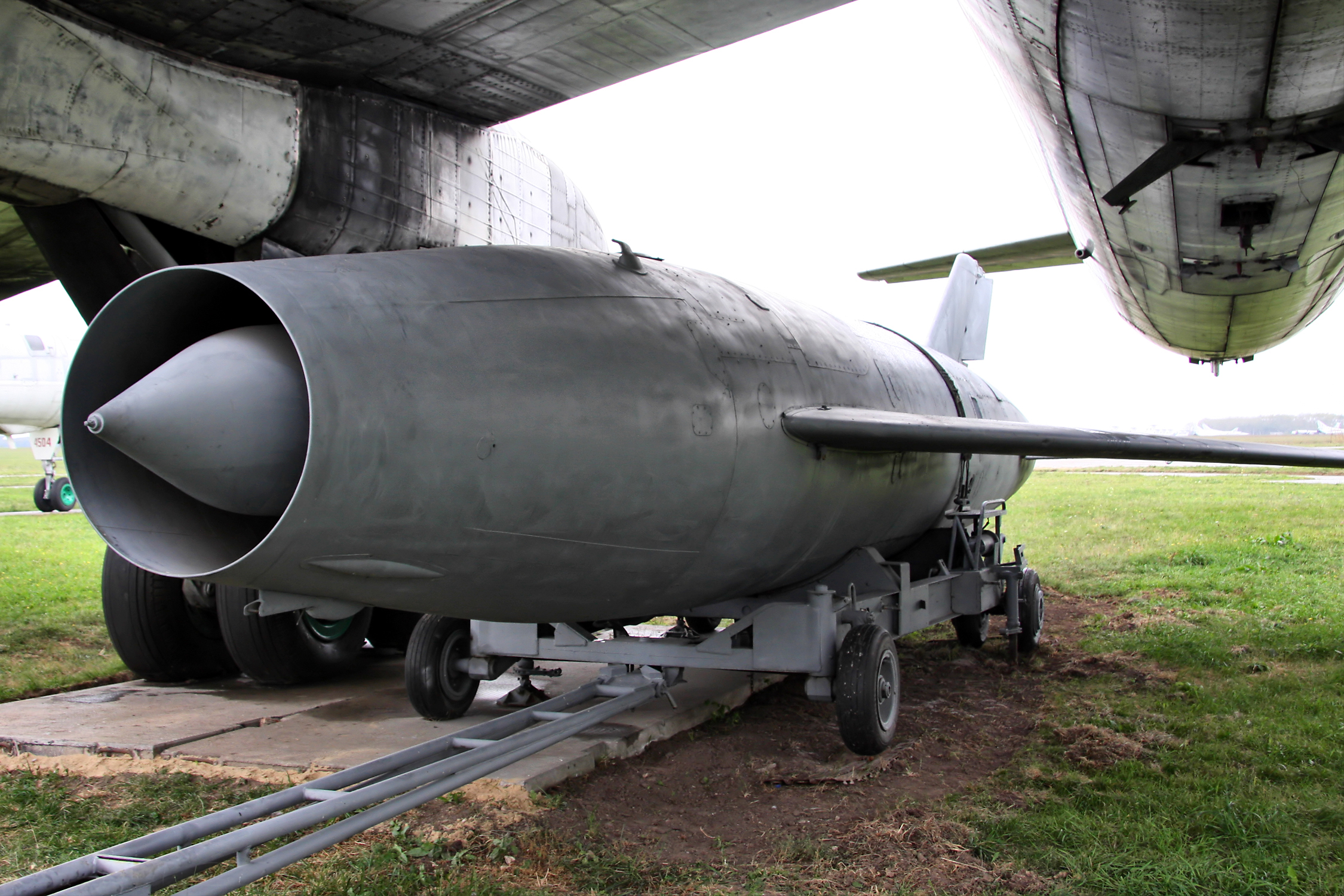
Авиационная крылатая ракета Х-20М в Рязанском музее Дальней авиации (сентябрь 2010)

Х-20М — вариант с усовершенствованной термоядерной БЧ, принятый в результате на вооружение вместо Х-20.

## Эксплуатация
Первый серийный Ту-95К построен в марте 1958 года на заводе № 18 в Куйбышеве. Производство машин продолжалось до 1962 года, в том числе строились учебные Ту-95КУ. Из-за большой ракеты на подвеске дальность самолётов упала на 2000 км, поэтому был разработан вариант Ту-95КД со штангой заправки. Часть Ту-95К доработали до «КД», установив штанги. Впоследствии самолёты оснастили более совершенным навигационным и связным оборудованием (Ту-95КМ).
Первые самолёты получили в 1959 году 1006 ТБАП (Узин) и 1226 ТБАП (Семипалатинск), затем 182 гв ТБАП (Моздок). Вероятными целями ракетоносцев служили военные и стратегические объекты на территории США. Экипажи регулярно тренировались с передовых аэродромов на Крайнем Севере, Дальнем Востоке и даже с ледовых аэродромов в Арктике. В дальнейшем ракетоносцев перенацелили на авианосные ударные группы.
На ракете применялось комбинированное радиокомандное наведение на цель с помощью программируемого автопилота ракеты и радиометрической аппаратуры носителя. После выхода в заданную точку с удалением 600 км от цели производилась отцепка ракеты с работающем на форсаже двигателем. На 46 секунде полёта автопилот переводил ракету в набор. По достижении высоты 15000 м на 221 секунде ракета переводилась в режим стабилизации высоты и подключалось радиокомандное управление по курсу. За 50 км до цели управление переключалось на автопилот, ракета переводилась в пикирование с углом 60° и на высоте 500—1000 м производился подрыв термоядерной БЧ. Радиус действия авиационного ракетного комплекса К-20 достигал 7000 км.
Ракета подвешивалась в грузоотсек на балочный держатель БД-206. При пуске БД выдвигался вниз, и после отцепки ракеты грузоотсек закрывался створками. Крупногабаритная ракета при подвеске на самолёт требовала слаженных действий двадцати и более человек техсостава. При пусках на полигоне в ракету устанавливался «учебный» фугасный заряд. Для тренировок л/с вместо специальной БЧ широко применялись массо-габаритные имитаторы.

## Тактико-технические характеристики ракеты
- Длина: 15,41 м
- Диаметр: 1,89 м
- Высота ракеты: 3,015 м
- Размах крыла: 9,03 м
- Стартовый вес: до 11800 кг
- Скорость полёта: М=2
- Дальность стрельбы: 600 км
- Высота применения: 9-12 км
- Система наведения: инерциальная + радиокомандная
- Боевая часть: термоядерная, «изделие 37Д»
  - Масса БЧ: 2300 кг
  - Мощность БЧ: 3 Мт
- Двигатель: короткоресурсный ТРДФ АЛ-7ФК
- Топливо: ТС, Т-1
- Тип ПУ: БД-206
- Самолет-носитель: Ту-95К, Ту-95КД, Ту-95КМ, 3М-К-20 (проект)

### Русскоязычные
- X-20 Комета-20. Уголок неба. Авиационная энциклопедия (2004). Дата обращения: 24 июня 2010.
- Крылатая сверхзвуковая ракета класса "воздух-земля" системы К-20. Настоящие сверхзвуковые !. Дата обращения: 24 июня 2010.
- Комплекс К-20 (Ту-95К-20), ракета Х-20 / Х-20М - AS-3 KANGAROO. Отечественная военная техника (после 1945 г.) (2009). Дата обращения: 24 июня 2010. Архивировано 30 апреля 2012 года.

### Иноязычные
- Kh-20 / AS-3 KANGAROO (англ.). Federation of American Scientist (2000). Дата обращения: 24 июня 2010. Архивировано 30 апреля 2012 года.